# سيدي الكناني
سيدي الكناني إحدى قرى الجمهورية التونسية، تقع في ولاية بنزرت قرب بازينة.

### مواضيع ذات علاقة
- ولاية بنزرت.